# Beijing Auto Show
De Beijing Auto Show is een autosalon in Peking, de hoofdstad van China. De show wordt tweejaarlijks gehouden en werd voor het eerst georganiseerd in 1990.
De show wordt gehouden in het China International Exhibition Center en verwelkomde in 2006 bijna 600.000 bezoekers. Tegelijkertijd met de tien dagen durende show wordt een beurs gehouden van auto-onderdelen. Deze trok in 2006 ongeveer 50.000 bezoekers.
De Chinese automarkt is qua grootte de tweede van de wereld na die van de Verenigde Staten. De editie van 2006 liet een duidelijke groei zien in het aantal Chinese automerken. Een derde van de tentoongestelde auto's was van Chinese makelij.

## Introducties
Deze auto's maakten hun debuut op de Beijing Motor Show:

### 2006
- Nieuwe Toyota Corolla
- Maybach 62S